# 当代节奏布鲁斯
当代节奏布鲁斯（英語：Contemporary Rhythm and Blues，又简寫為当代R&B，有时也称为当代节奏蓝调）但通常简称节奏布鲁斯或节奏蓝调，是一种除了节奏布鲁斯外也混合了靈魂、放克、流行、嘻哈和電子风格的音乐类型。当代节奏布鲁斯的歌手常使用装饰音，这些歌手包括迈克尔·杰克逊、劳·凯利、克雷格·大衛、惠妮·休斯顿、瑪麗亞·凱莉等等。